# Сирота Григорій Панасович
Григорій Панасович Сирота (27 січня 1926, смт Браїлів, тепер Жмеринського району Вінницької області — 23 серпня 2005, місто Сімферополь) — український радянський діяч, голова Кримської обласної ради професійних спілок.

## Життєпис
Народився в селянській родині. У 1943 році закінчив Сімферопольське залізничне училище № 2. У 1943 році працював помічником майстра виробничого навчання ремісничого училища № 5 міста Балашова.
У листопаді 1943 — грудні 1945 року — в Червоній армії. Служив молодшим сержантом взводу радіотелеграфістів в складі 246-ї стрілецької бригади, а з 1944 року — в складі 363-ї стрілецької дивізії. Учасник німецько-радянської війни і радянсько-японської війни.
У 1946—1948 роках — помічник майстра і майстер виробничого навчання в системі трудових резервів Кримської області. У 1948—1953 роках — на комсомольській роботі в ремонтному управлінні № 7 на Камиш-Бурунському залізорудному комбінаті в Керчі та в Керченському міському комітеті ВЛКСМ.
Член КПРС з 1953 року.
У 1953—1966 роках — інструктор Орджонікідзевського районного комітету КПУ міста Керчі; секретар партійного комітету Камиш-Бурунського залізорудного комбінату Керчі.
У 1966—1970 роках — 2-й секретар Керченського міського комітету КПУ Кримської області.
У 1967 році закінчив заочно Дніпропетровський металургійний інститут, здобув спеціальність інженера-механіка.
У грудні 1970 — липні 1986 року — голова Кримської обласної ради професійних спілок.
З липня 1986 року — персональний пенсіонер у місті Сімферополі.
У 1998—2002 роках — керівник апарату при голові Верховної ради Автономної Республіки Крим.
Потім — на пенсії в місті Сімферополі.
Помер 23 серпня 2005 року в Сімферополі.

## Нагороди
- два ордени Трудового Червоного Прапора
- орден «Знак Пошани»
- медалі